# De fortuna (Plutarco)
Il De fortuna (in greco antico: Περὶ τύχης?) è un'opera letteraria di Plutarco, catalogata all'interno  dei Moralia, strutturata come una orazione.

## Struttura
In mancanza di qualsiasi informazione riguardante il breve saggio, possiamo solo supporre che possa essere stato pensato come una conferenza. La discussione di tali argomenti, in effetti, era un topos delle declamazioni.
Plutarco difende la capacità umana di autodeterminazione contro la sorte, la Tyche che in età ellenistica si stimava avesse un ruolo preponderante nelle vicende umane:
(Cap. 3 - trad. A. D'Andria)
Secondo l'autore, le arti non hanno bisogno della Fortuna per giungere a compimento, semplicemente perché è l'intelligenza umana a dominare il caso: sicché, la Fortuna porta con sé una nota di imprevedibilità, ma non è signora di tutte le azioni umane.